# Мости округу Медісон (фільм, 1995)
«Мости округу Медісон» (англ. The Bridges of Madison County) — американська романтична драма 1995 року режисера Клінта Іствуда, заснована на однойменному романі Роберта Джеймса Воллера.

## Сюжет
Франческа (Меріл Стріп) родом з міста Барі в Італії, де одружилася з сином американського фермера Річарда Джонсона (Джим Гейні), який перебував там на службі в армії. Тепер вони живуть на фермі в Айові, у неї двоє майже дорослих дітей і буденне життя домогосподарки. Та влітку 1965 року, коли її чоловік і діти поїхали на ярмарок у штаті Іллінойс, на ферму приблукав фотограф Роберт Кінкейд (Клінт Іствуд), який приїхав фотографувати мости для журналу «National Geographic». Франческа Джонсон погодилася показати йому дорогу. Фотограф давно об’їздив увесь світ і навіть добре знає містечко Барі. Він уже немолодий, давно розлучений і любить тільки свою роботу. У нього «були мрії про майбутнє, і він (як і вона) щасливий, що вони у нього були». Але несподівано їхня зустріч починає здаватися обом можливістю реалізації їх мрій про щастя. Та чи зможуть вони перебороти життєві наслідки минулих років?

## Ролі виконують
- Клінт Іствуд — Роберт Кінкейд, фотограф
- Меріл Стріп — Франческа Джонсон, дружина Річарда
- Енні Корлі[en] — Кароліна Джонсон, донька Франчески
- Віктор Слезак — Майкл Джонсон, син Франчески
- Джим Гейні — Річард Джонсон, фермер
- Дебра Монк — Медж

## Нагороди
- 1995 Нагорода «Срібні кадри» (Іспанія):
  - за найкращий іноземний фільм[es] — Клінт Іствуд
- 1995 Кінопремія Японії «Блакитна стрічка»:
  - за найкращий іноземний фільм — Клінт Іствуд
- 1995 Нагорода часопису «Кінема Дзюмпо» (Японія):
  - за найкращий іноземний фільм — Клінт Іствуд
- 1995 Нагорода глядачів кінопремії «Майніті» (Японія):
  - за найкращий іноземний фільм — Клінт Іствуд